# 叙利亚临时政府
叙利亚临时政府（阿拉伯语：الحكومة السورية المؤقتة，罗马化：Al-Jumhūrīyah Al-ʻArabīyah As-Sūrīyah）是一个已經不存在的叙利亚反对派政治联盟，最初由叙利亚反对派和革命力量全国联盟在土耳其伊斯坦布爾成立，2016年該政府遷往土耳其佔領下的敘利亞北部，實際上是土耳其的從屬國。該政府总部设于土佔敘北城市阿扎茲。
2015年1月，臨時政府獲美國政府提供600萬美元。在土耳其接管後，該政府成為土耳其控制敘利亞國民軍的工具。2017年8月，因經費問題臨時政府宣佈從該月起其工作人員全屬義務工作。2025年1月30日，該政府首腦阿布杜拉赫曼·穆斯塔法祝賀沙拉就任敘利亞過渡總統，並宣布將其人員併入過渡政府。